# Tartu–Valga-vasútvonal
A Tartu–Valga-vasútvonal Észtország déli részén futó vasútvonal, amely Tartu városát köti össze a tőle délnyugatra fekvő Valga várossal. A vasútvonal 1520 mm-es nyomtávú, 83 km hosszú, nem villamosított vasútvonal. Üzemeltetője az EVR Infra.

## Története
A vasútvonalat 2008 és 2009 során több lépcsőben újították fel. Először az Elva és Valga közti szakaszt újították fel, majd a Tartu és Valga közt fekvő részt. A felújítást követően a vonatok már 120 km/h sebességgel is közlekedhetnek az érintett vonalon, amely nyomán az utazási idő 45 percre rövidült Tartu és Valga közt.

## Képek

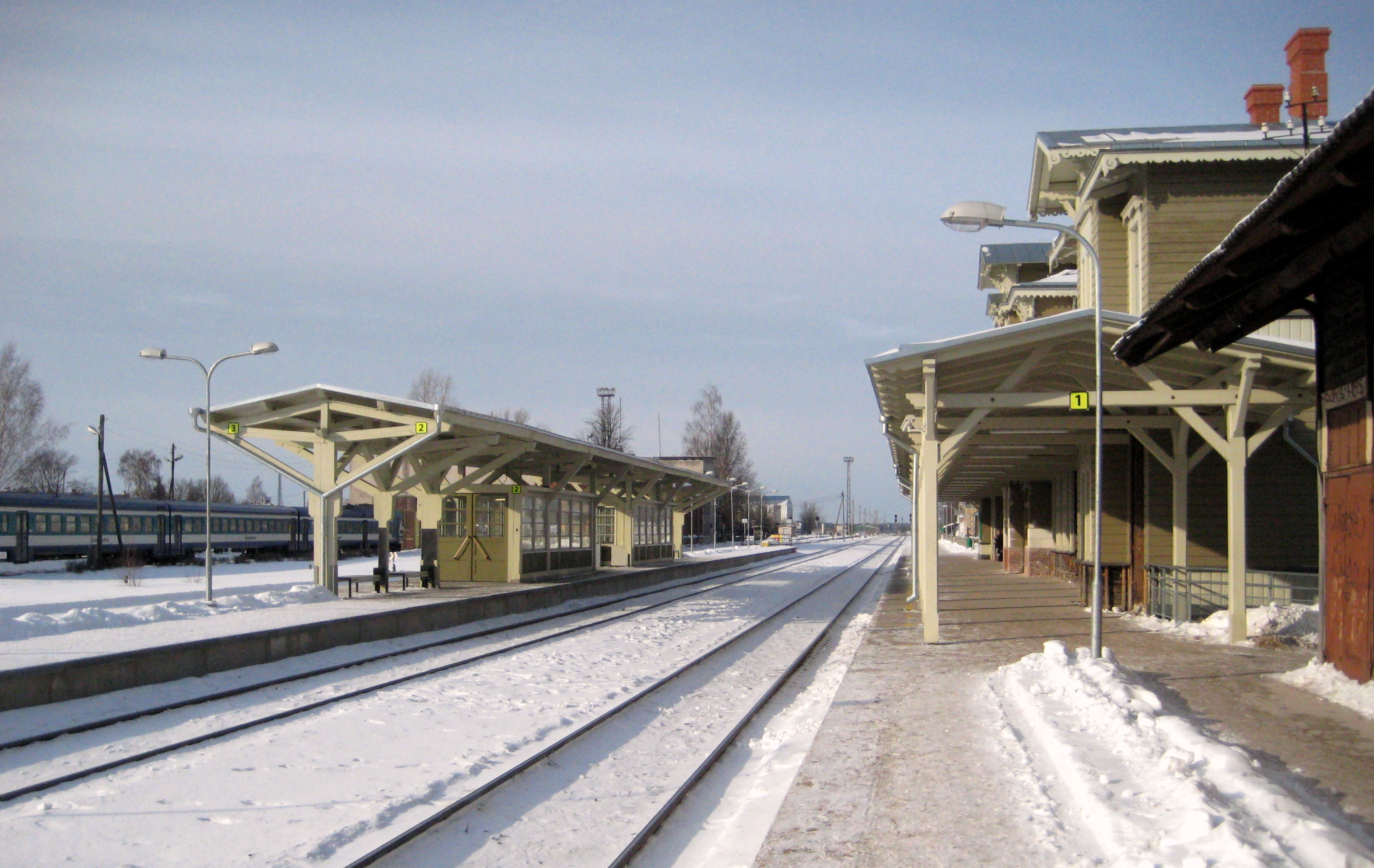
Tartu
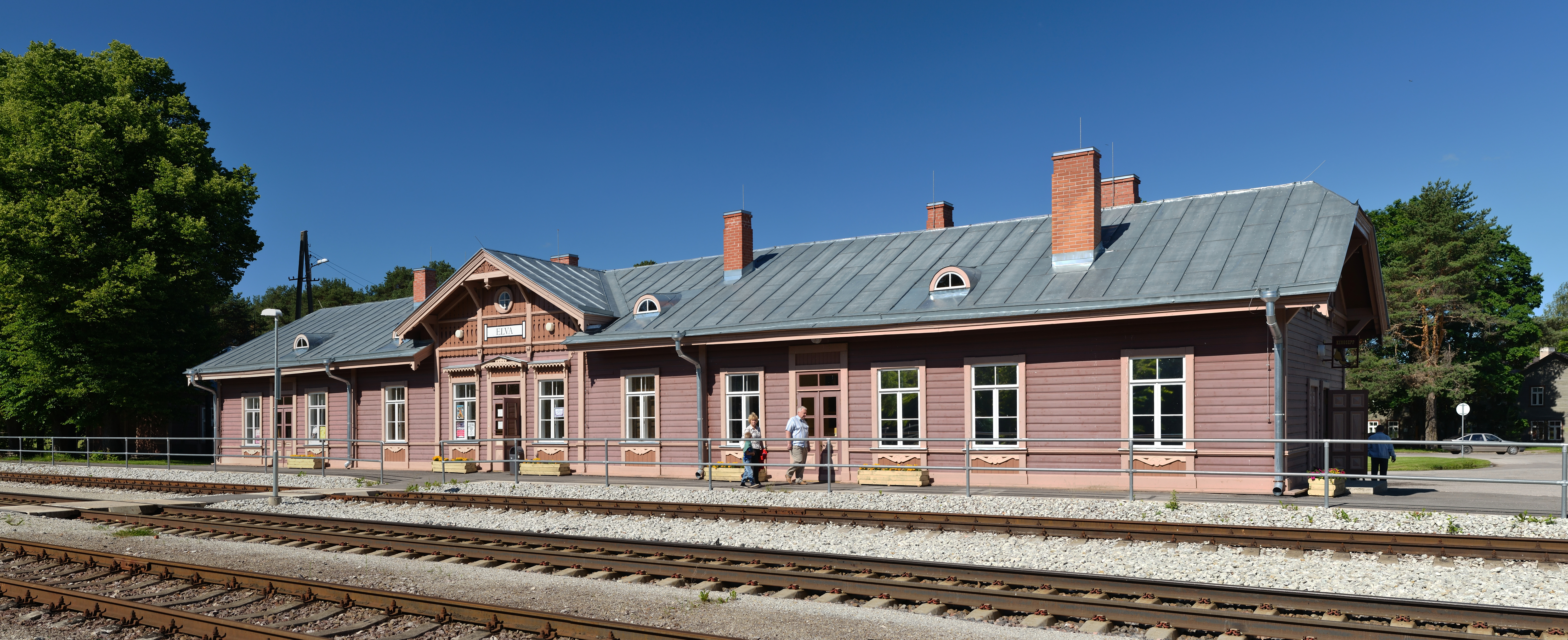
Elva
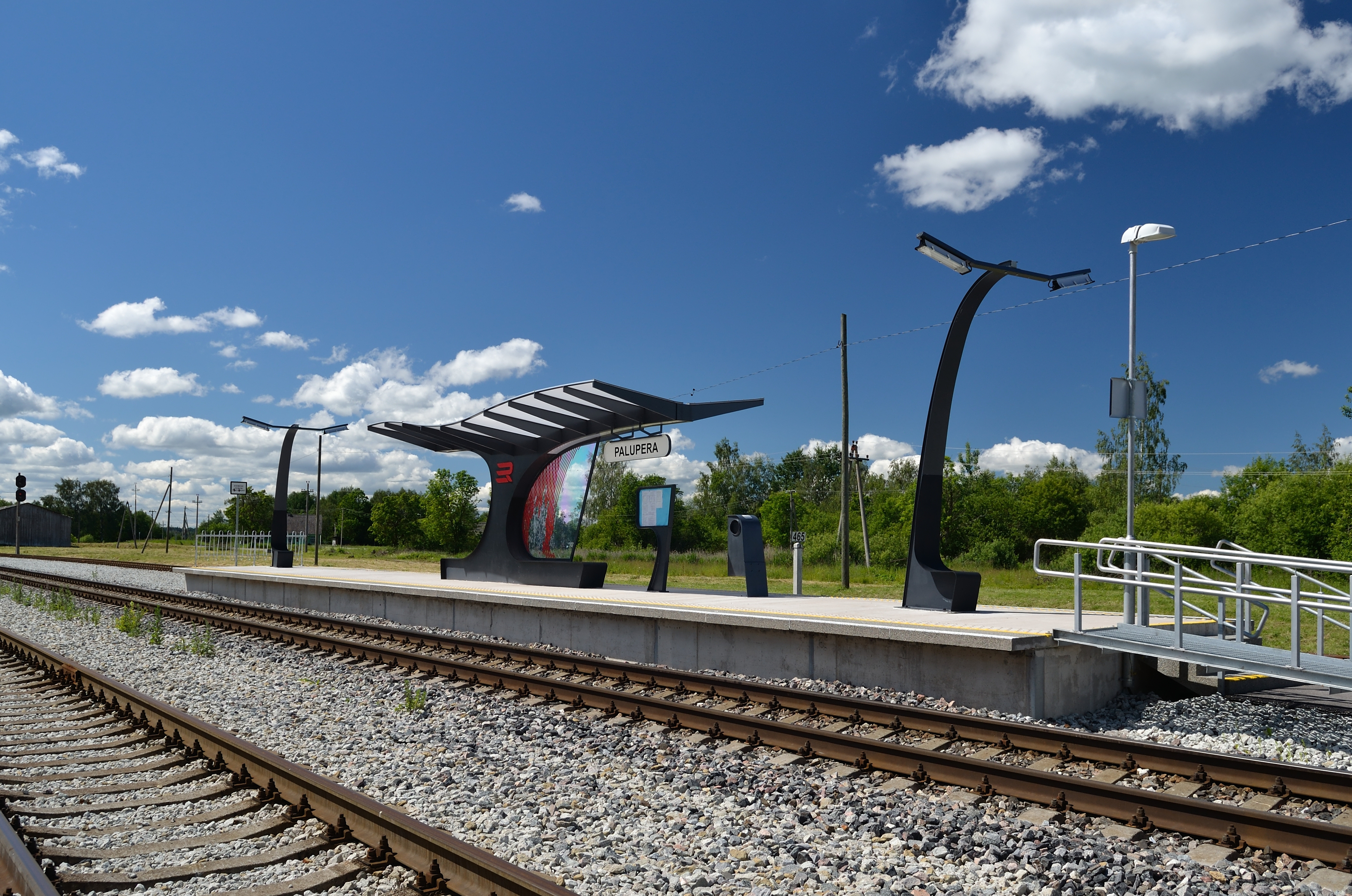
Palupera
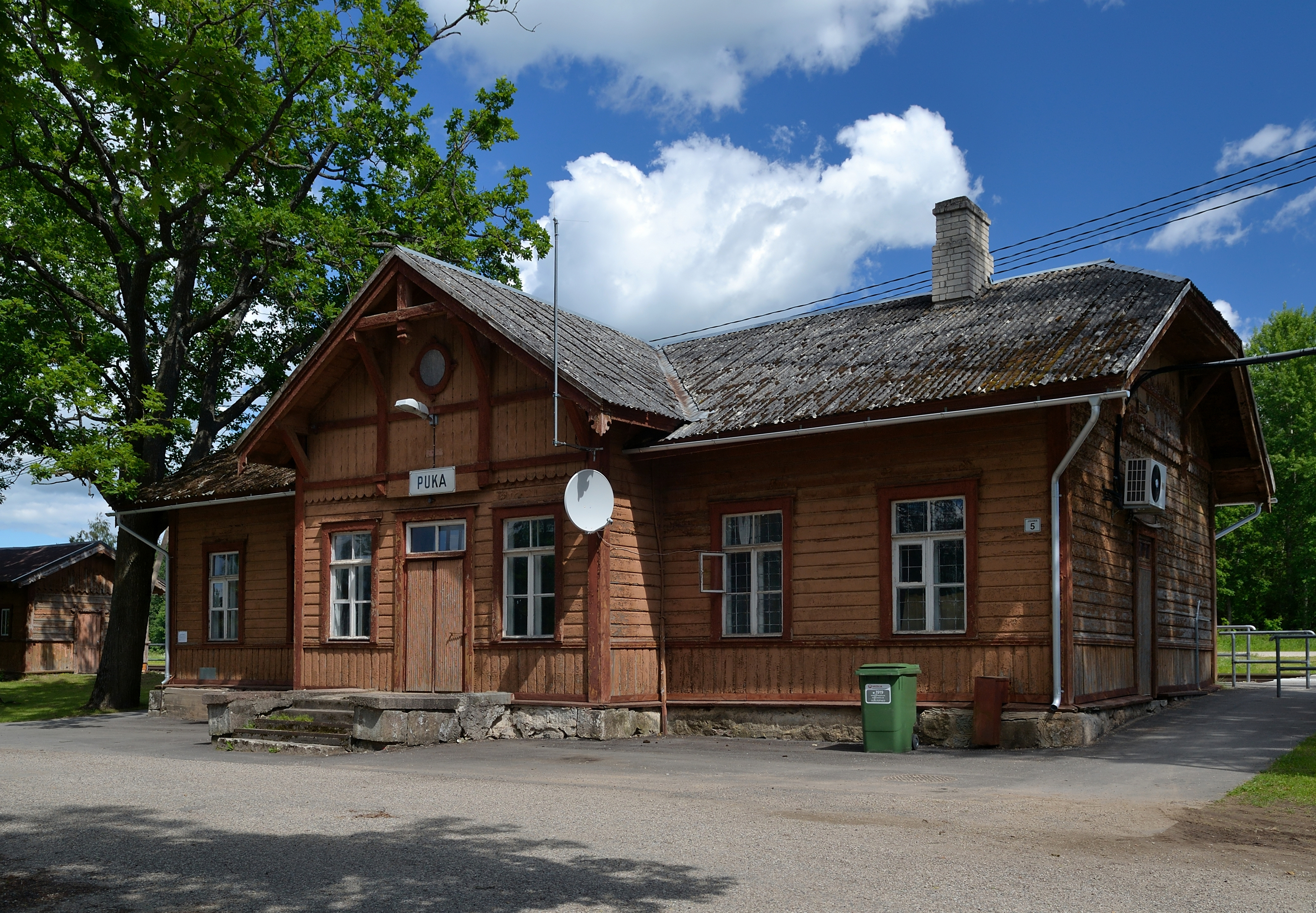
Puka
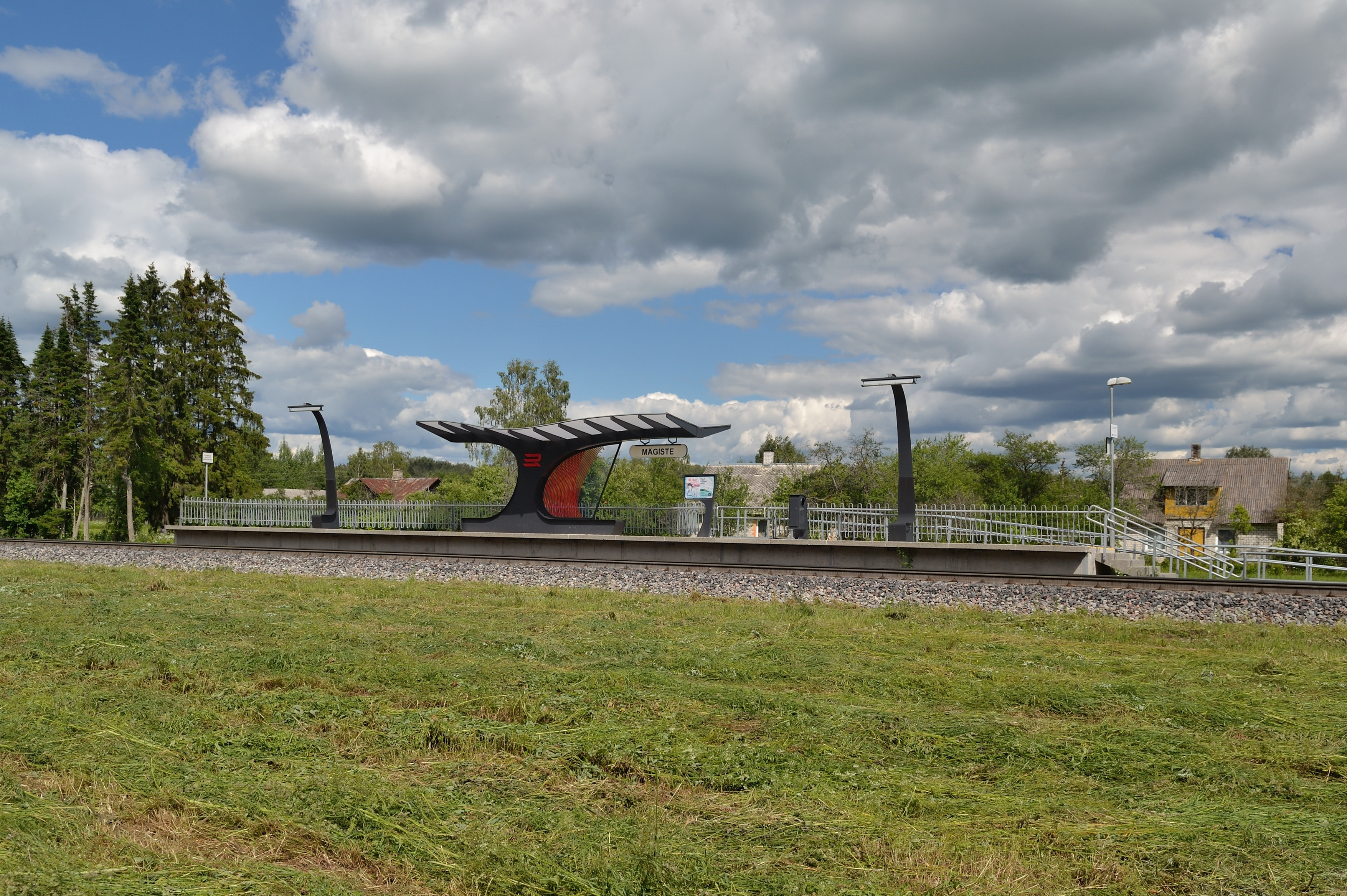
Mägiste
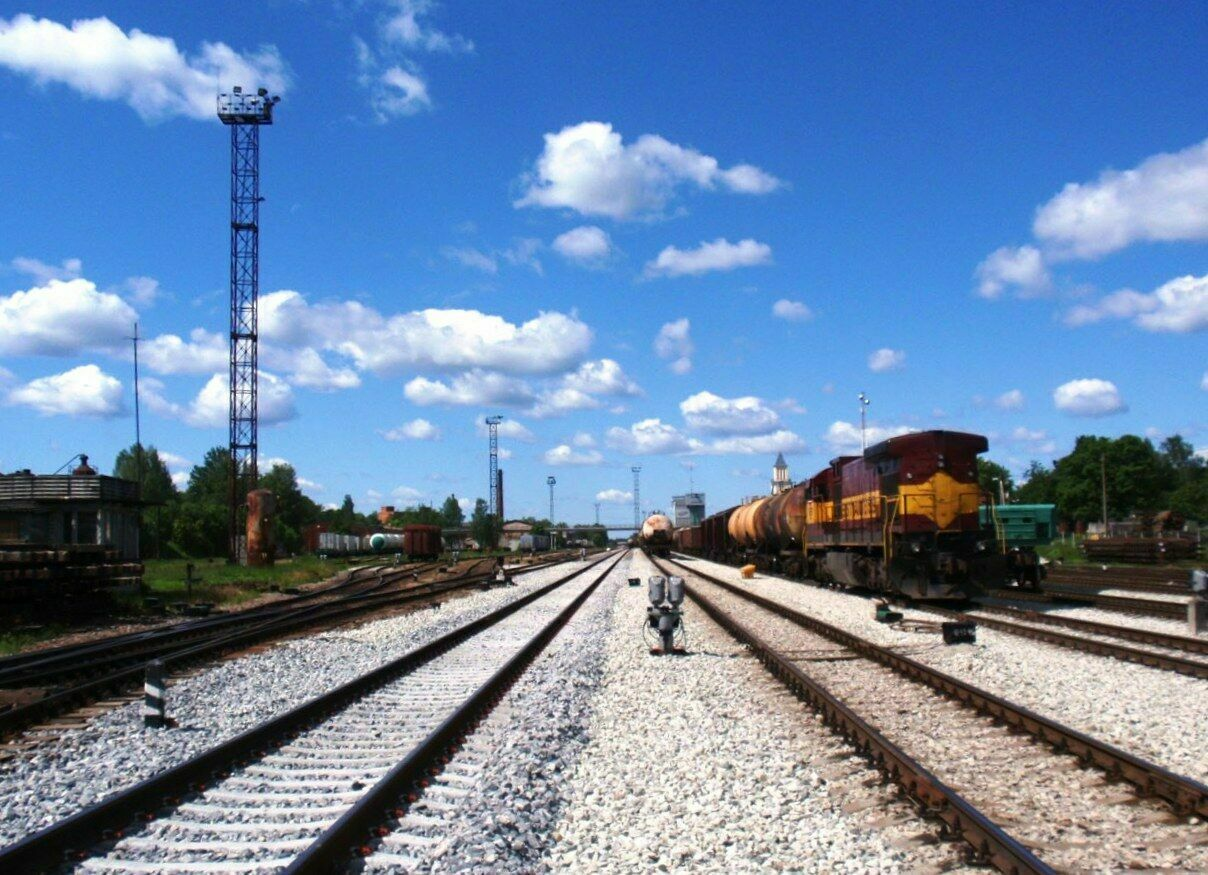
Valga

## Fordítás
- Ez a szócikk részben vagy egészben  a   Bahnstrecke Tartu–Valga című német Wikipédia-szócikk ezen változatának fordításán alapul.  Az eredeti cikk szerkesztőit annak laptörténete sorolja fel. Ez a jelzés csupán a megfogalmazás eredetét és a szerzői jogokat jelzi, nem szolgál a cikkben szereplő információk forrásmegjelöléseként.